# Valperga
Valperga ist eine Gemeinde in der italienischen Metropolitanstadt Turin, Region Piemont.

## Lage und Einwohner
Valperga liegt 40 km nördlich von Turin am Orco. Das Gemeindegebiet umfasst eine Fläche von 11 km² und hat 2953 Einwohner (Stand 31. Dezember 2023). 
Die Nachbargemeinden sind Castellamonte, Cuorgnè, Pratiglione, Prascorsano, Salassa, Pertusio, Rivara und San Ponso.

## Geschichte

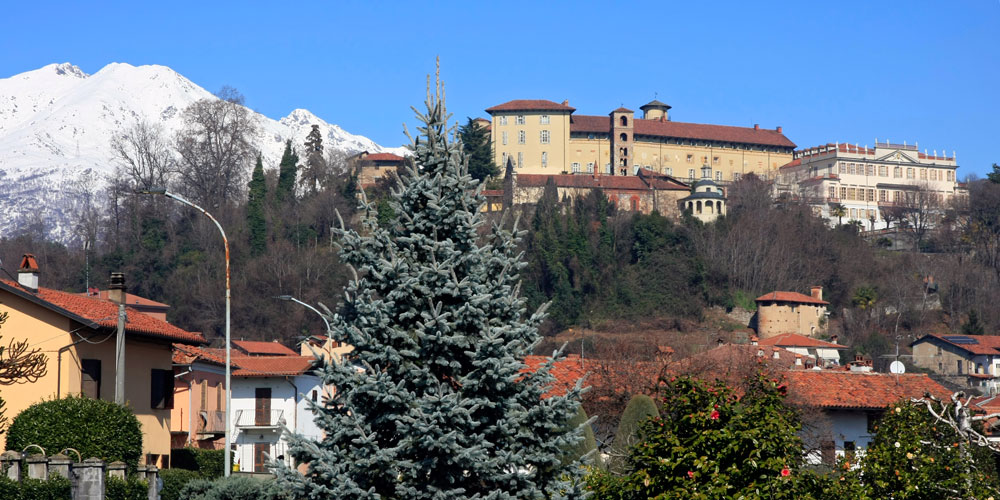
Valperga

Der seit 1197 als Valperga belegte Ortsname geht auf den germanischen Frauenstab „Walberga“ bzw. direkt auf „Waldperg“ zurück, was „bewaldeter Berg“ bedeutet. Er ist antiken Ursprungs, wie römische Funde in der Gegend belegen, und gehörte seit dem 11. Jahrhundert der Familie Valperga. Von großem archäologischen Interesse sind auch die auf dem Colle Belmonte gemachten Entdeckungen, aus denen die Existenz eines prähistorischen Dorfes seit der späten Bronzezeit abgeleitet werden kann. Es war eine der wenigen Gemeinden im Canavese-Gebiet, die sich nicht an den Tuchinaggio-Aufständen des 14. Jahrhunderts beteiligte, da keine besonderen Spannungen zwischen Adligen und Gemeinden bestanden und neue gesetzliche Regelungen eingeführt wurden, die soziale Konflikte abschwächten. 
Ab der Mitte des 14. Jahrhunderts folgte seine Geschichte den Ereignissen des Hauses Savoyen, dem die Grafen von Canavese Treue geschworen hatten. Zu den Denkmälern des historisch-architektonischen Erbes gehören die mittelalterliche Burg, Sitz der Familie Valperga, die wahrscheinlich in der zweiten Hälfte des 10. Jahrhunderts gegründet und durch den Anbau weiterer Gebäude aus verschiedenen Epochen, wie der neoklassizistischen Villa, ergänzt wurde; die Kirche San Giorgio, deren im 14. Jahrhundert fertiggestellter Bau einzigartig im Piemont ist, da sie fast vollständig aus dem 15. Jahrhundert dekoriert ist und vor allem im Inneren noch sichtbar ist, wo Werke von großem Prestige aufbewahrt werden, wie zum Beispiel der Zyklus der Passion von Christus und das Fresko von San Michele und schließlich die 1749 erbaute Pfarrkirche Santissima Trinità. Das Heiligtum auf dem Belmonte-Hügel wurde zu Beginn des Jahres 1000 nach dem Willen des Marquis von Ivrea Arduino gegründet, ist auch von bemerkenswertem historischem Interesse.

## Persönlichkeit
- Charles-Eugène Valperga di Maglione (1740–1803), Bischof von Nizza, geboren in Valperga